# Distrito electoral federal 33 del estado de México
El XXXIII Distrito Electoral Federal del Estado de México es uno de los 300 Distritos Electorales en los que se encuentra dividido el territorio de México para la elección de diputados federales y uno de los 40 en los que se divide el Estado de México. Su cabecera es la ciudad de Chalco de Díaz Covarrubias.
El trigésimo tercer distrito del Estado de México se localiza en la región suroriental del Valle de México. Desde la distritación de 2022 el distrito electoral está conformado únicamente por el municipio de Chalco. Lo conforman 91 secciones electorales.

## Distritaciones anteriores

### Distritación 1996 - 2005
El Distrito electoral 32 fue creado en 1996, anterior a ello el Estado de México contaba únicamente con 31 distritos, por lo que ha elegido diputado solo a partir de 1997 a la LVII Legislatura.
Entre 1996 a 2005 el territorio del Distrito XXXIII fue conformado por los municipios de Amecameca, Atlautla, Ayapango, Chalco, Cocotitlán, Ecatzingo, Juchitepec, Ozumba, Tlalmanalco, Temamatla, Tenango del Aire y Tepetlixpa. Su cabecera distrital era la ciudad de Chalco de Díaz Covarrubias.

### Distritación 2005 - 2017
Entre 2005 y 2017 en territorio del distrito electoral federal fue conformado por los municipios de Amecameca, Atlautla, Ayapango, Cocotitlán, Ecatzingo, Juchitepec, Ozumba, Tlalmanalco, Temamatla, Tenango del Aire, Tepetlixpa y las regiones centro y sur del municipio de Chalco. Su cabecera distrital era la ciudad Chalco de Díaz Covarrubias.

### Distritación 2017 - 2022
Tras la distritación electoral nacional de 2014-2017 llevada a cabo por el Instituto Nacional Electoral, el territorio del distrito electoral federal fue conformado por los municipios de Chalco, Cocotitlán y Temamatla. Su cabecera distrital era la ciudad Chalco de Díaz Covarrubias.

## Diputados por el distrito
- LVII Legislatura
  - (1997 - 2000): Francisco Guevara Alvarado
- LVIII Legislatura
  - (2000 - 2002): Jose Gerardo de la Riva Pinal 
  - (2002 - 2003): Esperanza Santillan Castillo
- LIX Legislatura
  - (2003 - 2006): Felipe Medina Santos 
  - (2006): Óscar Jiménez Rayón
- LX Legislatura
  - (2006 - 2009): Jaime Espejel Lazcano
- LXI Legislatura
  - (2009 - 2012): Eduardo Yáñez Montaño
- LXII Legislatura
  - (2012 - 2015): Juan Manuel Carbajal Hernández 
  - (2015): Maricruz Reyes Galicia
- LXIII Legislatura
  - (2015 - 2018): Susana Osorno Belmont
- LXIV Legislatura
  - (2018 - 2021): Vicente Alberto Onofre Vázquez
- LXV Legislatura
  - (2021 - 2024): Vicente Alberto Onofre Vázquez
- LXVI Legislatura
  - (2024 - 2027): Anaís Miriam Burgos Hernández

## Resultados electorales

### Elecciones de 2024
|  | 51.93 % |

|  | 16.81 % |

|  | 14.98 % |

|  | 7.33 % |

|  | 2.96 % |

|  | 0.07 % |

|  | 5.92 % |

|  | 100.00 % |

|  | 57.64 % |

### Elecciones de 2021
|  | 43.79 % |

|  | 34.55 % |

|  | 5.58 % |

|  | 4.91 % |

|  | 2.19 % |

|  | 1.98 % |

|  | 1.83 % |

|  | 1.66 % |

|  | 0.06 % |

|  | 3.45 % |

|  | 100.00 % |

|  | 47.04 % |

### Elecciones de 2018
|  | 56.16 % |

|  | 21.41 % |

|  | 19.24 % |

|  | 0.05 % |

|  | 3.14 % |

|  | 100.00 % |

|  | 63.73 % |

### Elecciones de 2015
|  | 35.99 % |

|  | 13.25 % |

|  | 13.16 % |

|  | 9.09 % |

|  | 8.65 % |

|  | 8.30 % |

|  | 2.80 % |

|  | 2.43 % |

|  | 2.13 % |

|  | 0.07 % |

|  | 4.06 % |

|  | 100.00 % |

|  | 52.24 % |